# Tachina ursinoidea
Tachina ursinoidea là một loài ruồi trong họ Tachinidae.